# Interwencjonizm rolny
Interwencjonizm rolny (znany również jako interwencjonizm państwowy w rolnictwie) – rodzaj polityki protekcyjnej państwa. Celem interwencjonizmu rolnego jest wspieranie rolnictwa, oraz obszarów wiejskich, stabilizacja rynków wiejskich, jak również wspieranie przekształceń strukturalnych.
Polski rząd w swojej działalności interwencyjnej wykorzystuje środki pochodzące z budżetu państwa i funduszy pomocowych Unii Europejskiej, które przeznaczone są głównie na fundowanie restrukturyzacji i modernizacji rolnictwa i jego bliskiego otoczenia.

## Historia
Rozwój interwencjonizmy rolnego nastąpił w XX w. Jego rozwój zaobserwować można było szczególnie w USA, gdzie już na początku stulecia przyjęto ustawy o dochodach parytetowych farmerów w stosunku do ludności nierolniczej. Wystąpienie w latach 30. kryzysu spowodowało, iż polityki interwencyjne rozwinęły się, zwłaszcza w Europie i USA. Rządy interwencjonistyczne poszczególnych krajów regulowały rynek i poszukiwały równowagi występującej pomiędzy podażą i popytem na produkty rolne. Starały się również chronić i dbać o dochody rolników. Interwencja państwa była ideą idącą bardzo daleko. Swoje zastosowanie znalazła również podczas II wojny światowej i w latach powojennych. Nawet w dzisiejszych czasach można zaobserwować stosowanie interwencjonizmu rolnego, lecz z różnym zastosowaniem. Największy zasięg ma on w Unii Europejskiej.

## Regulacja mechanizmu rynkowego
Regulacja mechanizmu rynkowego odbywa się poprzez korygowanie go, uzupełnianie, ograniczanie i wzmacnianie. Powstał on bowiem jako reakcja na niedoskonałości rynku. Kraje rozwijające się odnotowały, iż wolny rynek (mający uzasadnienie w liberalizmie gospodarczym) nie jest w stanie rozwiązywać najtrudniejszych problemów rolnictwa.

## Metody interwencjonizmu rolnego
Metody interwencjonizmu rolnego zależne są od celów stawianych sobie poprzez poszczególne ugrupowania regionalne lub rządy. Dzielą się one na: cła i środki parcelne, rezerwy państwowe, opłaty wyrównawcze, kursy dewizowe, finansowanie przedsięwzięć inwestycyjnych w rejonach o mniej korzystnych warunkach naturalnych, kontyngenty preferencyjne, współfinansowanie ubezpieczeń społecznych itp.

## Interwencje bezpośrednie i pośrednie
Interwencjonizm rolny obejmuje bezpośrednie i pośrednie działanie państwa.
Interwencje bezpośrednie mają miejsce wówczas, gdy państwo występuje jako podmiot gospodarczy, podejmując przedsięwzięcia rozwojowe (inwestycyjne) w rolnictwie i jego otoczeniu.
Interwencje pośrednie polegają na kontrolowaniu i kształtowaniu przez państwo parametrów rynkowych (stóp procentowych, podatków, ceł itp.).